# Люткино (Тверская область)
Люткино — деревня в Филиппковском сельском поселении Бежецкого района Тверской области России.

## География
Деревня расположена у автодороги Вышний Волочёк — Сонково Р85, недалеко от станции Шишково железнодорожной линии Бологое — Рыбинск.

## История
Деревня известна, прежде всего, как родовая вотчина графов Орловых При этом могилы предков Орловых находились при церкви погоста Бежицы Бежицкого уезда, а основателем своего рода сами Орловы считали помещика Лукьяна Ивановича Орлова, владельца села Люткино Бежецкого уезда Тверской губернии.
Сельцо Люткино упоминается в переписи 1710 года в Городецком стане Бежецкого уезда:

за маэором Григорьем Ивановым сыном Орловым сельцо Люткино; в нём двор помещиков, а в том дворе вышеписанного помещика мать вдова Марья Максимова дочь Ивановская, жена Орлова, 65 лет, у неё дети сын Игнатей 35 лет, Григорей 25 лет, Никита 20 лет, Михайло 19 лет на службе в драгунских полках… а по переписным книгам 186-го году сельцо Люткино з деревнями написано за Иваном Ивановым сыном Орловым 14 дворов…
— РГАДА. Ф. 1209. Оп. 1 . Д. 11448. Л. 130–130 об., 135 об.–136.

## Население
| 2008 | 2010 |
| ---- | ---- |
| 7    | ↘6   |

## Известные люди
В Люткино родились, по меньшей мере, двое из знаменитых братьев Орловых:
- Григорий Григорьевич (1734—1783) — фаворит Екатерины II, строитель Гатчинского и Мраморного дворцов[5][6].
- Алексей Григорьевич (1737—1808) — генерал-аншеф[7][8].